# Cimetière protestant de Bordeaux
Le cimetière protestant de Bordeaux est un cimetière urbain privé dont l’entrée se trouve rue Judaïque, à Bordeaux. Créé en 1826, il succède à plusieurs lieux d'inhumation établis dans cette ville pour les protestants au cours d'une histoire mouvementée.

## Histoire des cimetières protestants à Bordeaux
Elle s'insère dans l'histoire du protestantisme, qui débute au XVIe siècle avec la Réforme. En ce qui concerne la France, les tournants essentiels sont : l'édit de Nantes de 1598, qui met fin aux guerres de religion (1562-1598) ; la révocation de l'édit de Nantes en 1685 ; la normalisation de la situation des protestants à partir de la Révolution française (1789) et surtout du Concordat napoléonien (1802).

### LeXVIesiècleet la période des guerres de religion
La Réforme protestante ne reconnaissant pas le sacrement d'extrême onction, ni les rituels catholiques des funérailles, l'inhumation des sujets protestants dans les cimetières qui se trouvent à proximité des églises pose problème dès le XVIe siècle. 
En 1563, un arrêt du Parlement de Bordeaux interdit l'enterrement des hérétiques ou « mal sentant de la foi » dans les cimetières paroissiaux. Un lieu d'inhumation est attribué aux protestants le 17 octobre de cette même année, dans une parcelle « size et situee en la petite ruete de sainct-Anthoisne, paroisse de saincte Eulaye », près de l’actuelle rue des Ayres.
Trente ans plus tard, en 1597, les protestants bordelais ne disposent plus que d’un « tout petit lieu près les murs et hors la ville, dont une demoiselle leur a fait don ».

### XVIIesiècle: de l'édit de Nantes (1598) à sa révocation (1685)
L'édit de Nantes donne aux protestants un certain nombre de droits, ainsi que le contrôle de certaines villes (places de sûreté), mais Bordeaux n'en fait pas partie (les plus proches sont Royan, Cognac et Bergerac). 
En ce qui concerne le culte, c'est à Bègles qu'est construit le temple protestant de Bordeaux, en 1605 (l'édit n'autorise le culte protestant que dans les faubourgs des villes catholiques, hors les murs).
Un cimetière protestant existe à cette époque dans une zone comprise aujourd’hui entre les rues Tanesse, Villedieu, Edmond Costedoat et le cours Aristide Briand. Il est indiqué sur un plan manuscrit de Jouvin de Rochefort vers 1670. 
Probablement créé vers 1605, faisant par la suite régulièrement l’objet de restrictions ou de dégradations, il est fermé en 1686, peu après l’édit de Fontainebleau, dévolu à l’hôpital de la Manufacture, désaffecté en 1704, puis vendu et morcelé en 1707. 
Des traces en ont été découvertes en 1935 lors de la démolition de l'hôpital : dix-sept pierres tombales, qui avaient été réutilisées dans la construction, sont désormais entreposées dans les grottes de Saint-Macaire,. D'autres traces sont découvertes à l’occasion de travaux à la Bourse du Travail en 2009.

### XVIIIesiècle
Pendant la plus grande partie du XVIIIe siècle, l’interdiction de la religion protestante conduit à des pratiques clandestines ou dégradantes. Les morts sont enterrés le plus souvent hors de la ville, le long des chemins ou dans les marais de l’Archevêché, qui s’étendent alors à l’ouest du palais épiscopal, dans le quartier actuel de Mériadeck. 
Parfois une congrégation religieuse compréhensive offre un espace dans son cimetière. Ceux qui le peuvent sont inhumés dans la cave ou le jardin de leur propriété.
En 1751, est ouvert rue Pomme d’Or, dans l’actuel quartier des Chartrons, un cimetière réservé aux calvinistes hollandais. Assez petit, il est rapidement insuffisant, d'autant plus que certains protestants français parviennent à y être inhumés : c'est le cas notamment de Jeanne de Lartigue, épouse de Montesquieu.
En 1769, le négociant allemand (originaire de Lübeck) Philippe Weltner achète un terrain de 2700 mètres carrés, situé entre les actuels cours Journu-Auber, Saint-Louis et Balguerie-Stuttenberg, afin d'établir le cimetière dit « des Etrangers », qui accueillera des sépultures de familles allemandes, suisses, hollandaises, scandinaves et britanniques,. Le cimetière sera fermé en 1886 et le terrain vendu en 1965; certaines pierres sont alors transportées dans l'actuel cimetière de la rue Judaïque, d'autres entreposées dans les réserves du musée d’Aquitaine.
En 1779, les protestants français parviennent à acquérir au nom du Consistoire un terrain situé au sud de la ville, « entre l’ancien et le nouveau chemin du Sablonat », rue Laville (aujourd’hui près de la rue Giner de Los Rios et du cours de l'Yser) ; il sera fermé en 1826 et vendu en 1882, les dépouilles et les monuments étant alors transférés dans le nouveau cimetière.

### La période contemporaine (depuis 1789)
La situation des protestants est normalisée en France dans les années 1780 et 1790 : par l'édit de tolérance de 1787, et surtout par les mesures de la Révolution : la Déclaration de 1789 établit la liberté de conscience ; le décret du 15 décembre 1790 accorde un droit à la citoyenneté française aux descendants des personnes émigrées à la suite de l'édit de Fontainebleau ; l'état civil est dévolu aux communes en 1792. Le concordat de 1802 fait du protestantisme un culte reconnu et subventionné par l'Etat ; à cette occasion, les protestants de Bordeaux reçoivent comme lieu de culte la chapelle de la Congrégation des Filles de Notre-Dame, qui va devenir le temple du Hâ. Toutes ces mesures restent en place durant la Restauration (1814-1830). 
C'est dans ces conditions qu'est créé l'actuel cimetière protestant de Bordeaux.
Un premier terrain est acheté par Jean-Isaac Balguerie en 1826 et cédé au Consistoire en 1827. Une souscription auprès des fidèles permet de clôturer le site, d’y planter des arbres et de bâtir la maison du concierge. La première inhumation a lieu en mars 1827. À ce moment, le porche d’entrée s'ouvre sur la place Dutertre. 
En 1852, l’achat d’une parcelle voisine située à l’ouest permet de doubler la superficie totale (cependant, cet achat complémentaire n'obtiendra les autorisations légales qu'en 1867). Cette acquisition et la prolongation de la rue Judaïque sont à l'origine de travaux importants : construction d'un mur le long de la rue Judaïque, déplacement du porche à son emplacement actuel, construction d'une maison de concierge près du nouveau porche, d'une salle d'attente, remblaiement de la nouvelle parcelle qui était marécageuse.
En 1882, le cimetière accueille des dépouilles qui avaient été inhumées au cimetière de la rue de  Laville, ainsi que, en 1889, quelques tombes venant du cimetière dit des Étrangers. Une chapelle est construite en 1910 pour assurer plus de confort aux cérémonies funèbres.
Pendant la Seconde Guerre mondiale, le logement du cimetière sert de boîte aux lettres pour la Résistance.
En 2015, une signalétique et un circuit patrimonial sont mis en place afin de faciliter la découverte du lieu par les visiteurs,.

## Le cimetière actuel

### Description générale
Ce cimetière a une entrée unique qui se trouve au n° 193 de la rue Judaïque.
Sa superficie est de 1,5 hectare et il comprend environ 1300 parcelles ainsi qu'un logement, un bureau d’accueil, un local technique et une chapelle.
Il comporte une partie ancienne d’environ 0,8 hectare située à l’est et une partie plus récente et plus basse à l’ouest, résultat d’un agrandissement. Ces deux parties sont séparées par un mur et communiquent par un large passage près de la porte d’entrée.
Il est la propriété de l’Église protestante unie de Bordeaux, qui en assure la gestion. Depuis 2011, l’administrateur est David Lawton.

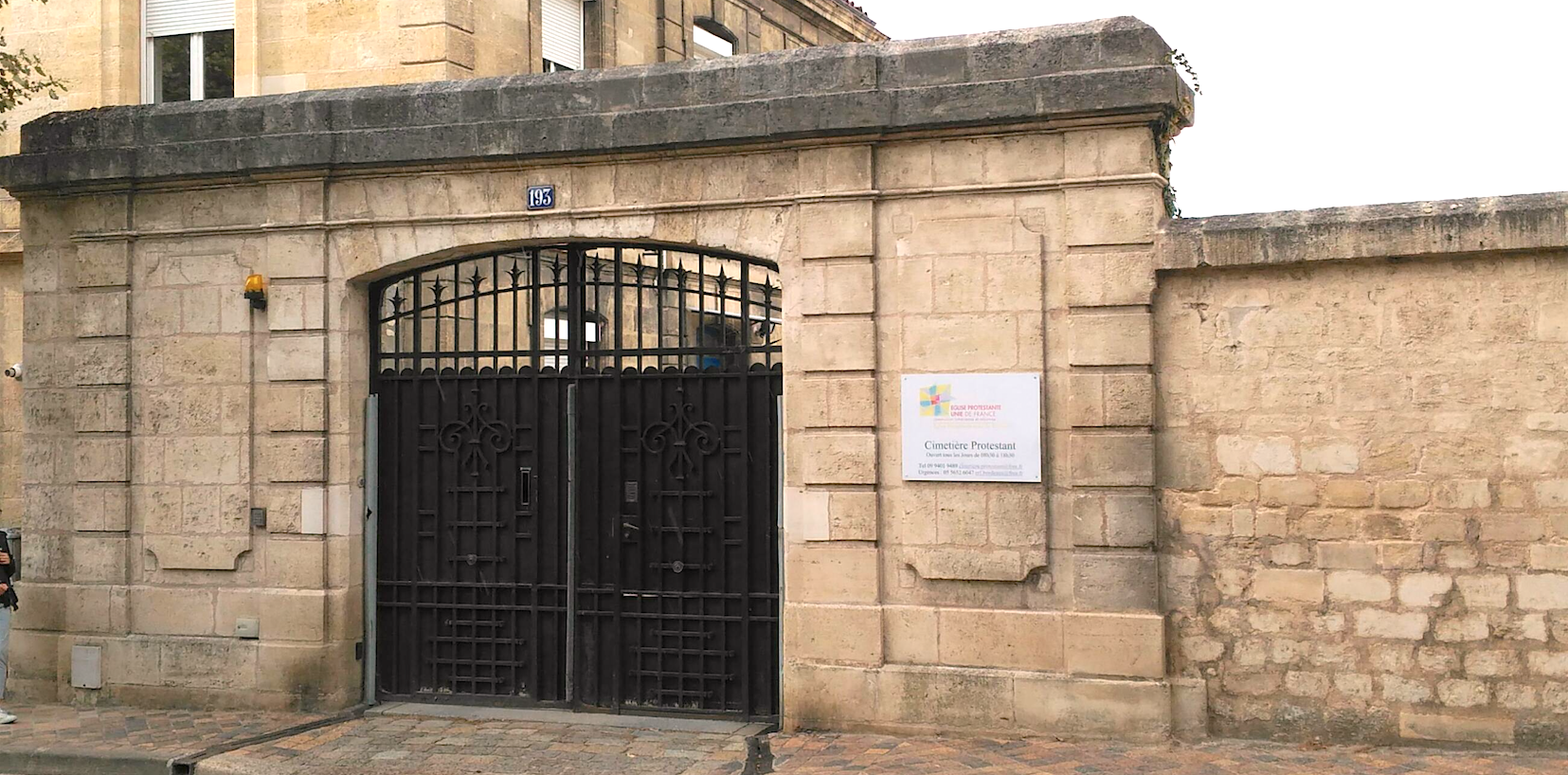
Portail d'entrée.
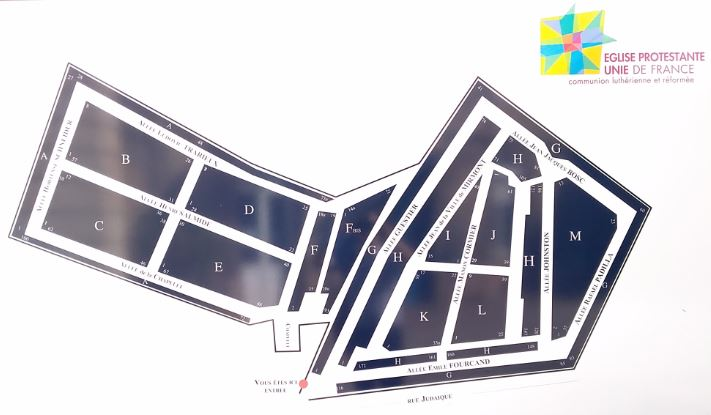
Plan du cimetière.
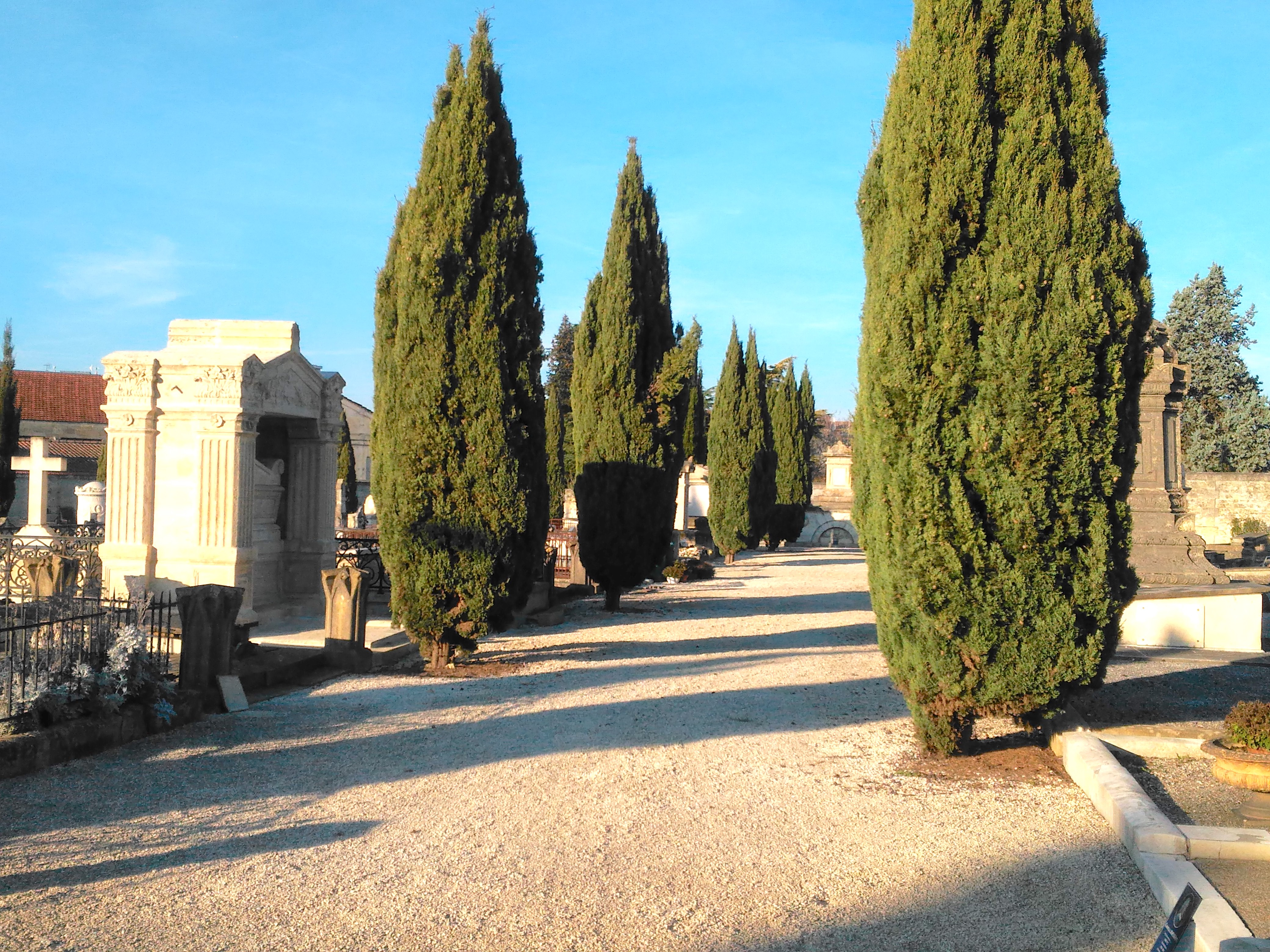
Une allée.
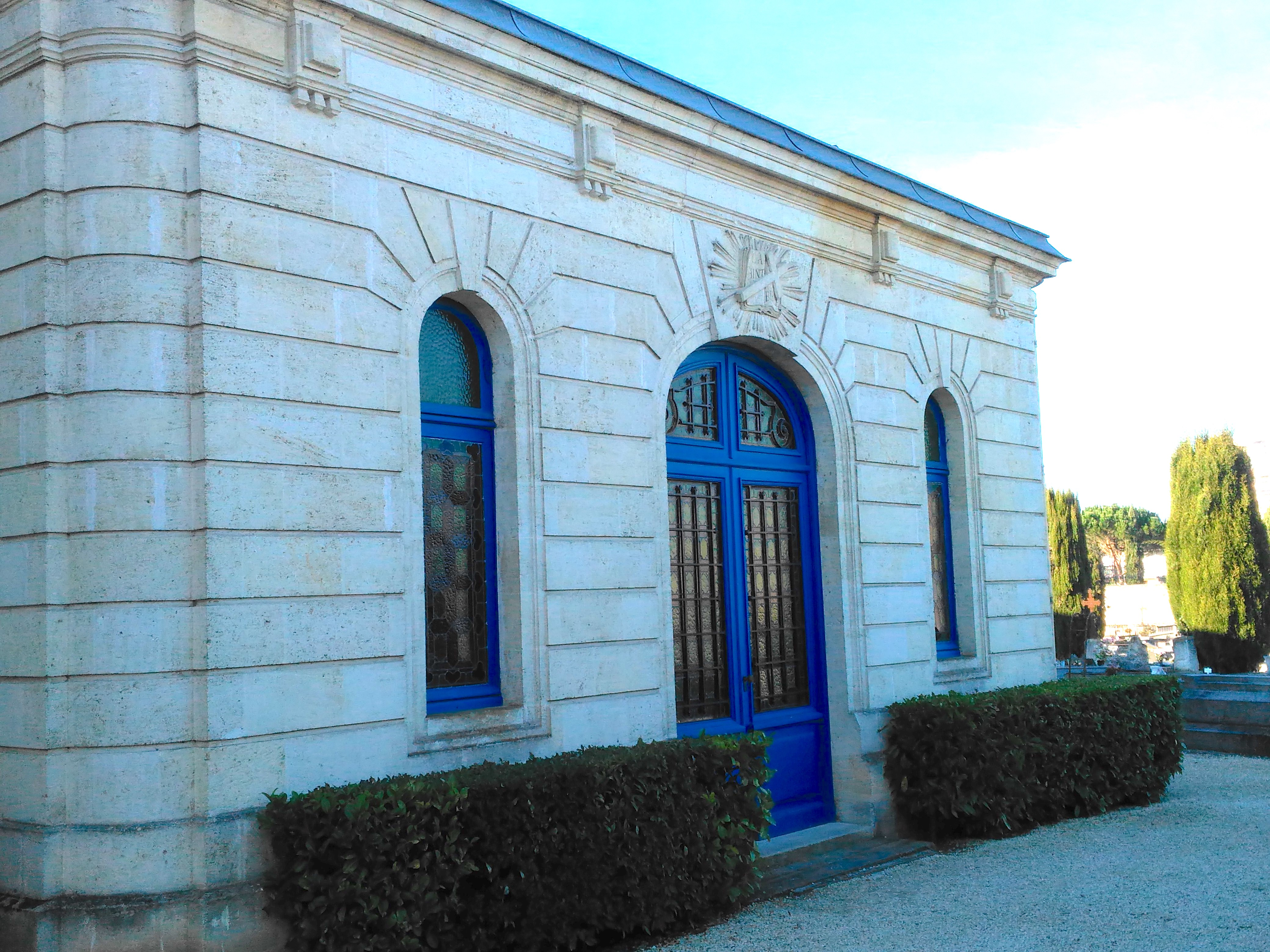
Chapelle : extérieur.
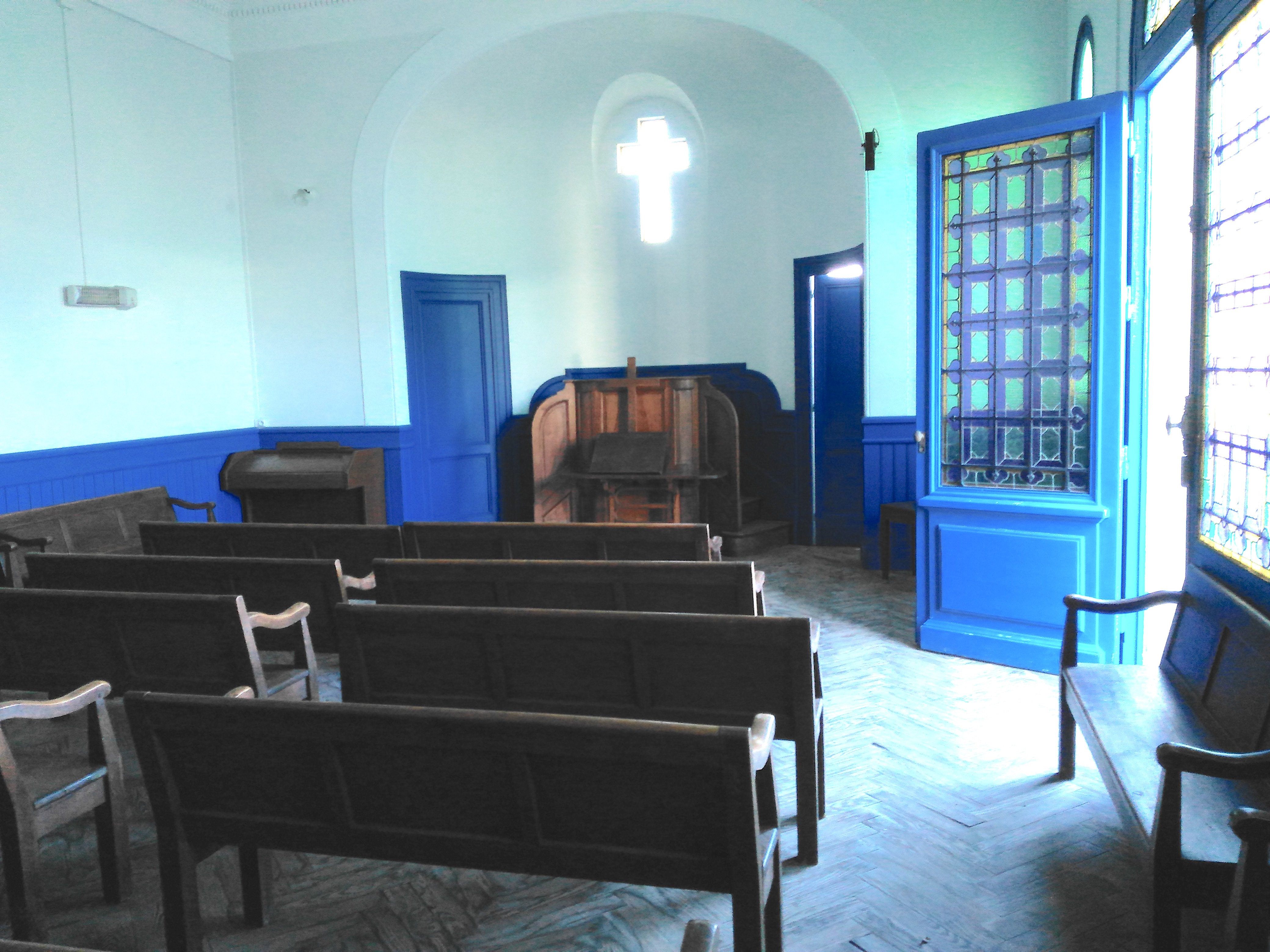
Chapelle : intérieur.

### Personnalités inhumées[25]
Le cimetière abrite les tombes de familles et d’individus protestants qui ont contribué au rayonnement de la communauté réformée et de la ville de Bordeaux : négociants, hommes politiques, militaires, écrivains, artistes, militants et religieux.
Un certain nombre ont des origines étrangères, témoignage de l'immigration commerçante du nord de l’Europe aux XVIIIe et XIXe siècles et de l’histoire internationale du protestantisme bordelais.
- Jean-Isaac Balguerie (1771-1855) ;
- Pierre Balguerie-Stuttenberg (1778-1825) ;
- Adrien Bayssellance (1829-1907) ;
- Alexandre de Bethmann (1805-1871) ;
- Jean-Jacques Bosc (1757-1840) ;
- Albert Brandenburg (1835-1886) ;
- Jean-François de Cariés de Senilhes (1798-1862) ;
- Manon Cormier (1896-1945) ;
- Emile Fourcand (1819-1881) ;
- Pierre-François Guestier (1793-1874) ;
- David Johnston (1789-1858) ;
- Nathaniel Johnston (1836-1914) ;
- Camille Jullian (1859-1933) ;
- Rafaël Padilla (dit « le Clown Chocolat ») (v. 1865 – 1917) ;
- Pierre-Barthélémy Portal d'Albarèdes (1765-1845) ;
- Jean Saint-Geours (1925-2015) ;
- Henri Salmide (1919-2010) ;
- Hortense Schneider (1833-1920) ;
- Ludovic Trarieux (1840-1904) ;
- Willem van Hasselt (1882-1963) ;
- Jean de La Ville de Mirmont (1886-1914).

Dans le passé un espace était réservé aux indigents. En 2016, la maison protestante de retraite de Bordeaux reprend cette pratique en acquérant un vaste caveau collectif à l’intention de ses résidents peu fortunés.

### Architecture funéraire
La plupart des tombes sont volontairement dépouillées, répondant à l’exigence de sobriété de l’éthique protestante et au refus du culte des morts. On trouve ainsi fréquemment des dalles inclinées, sans crucifix, entourées d’une clôture en maçonnerie ou en fer forgé. Les inscriptions, quand elles sont lisibles, citent souvent un verset de la Bible.

Cette austérité est parfois mise en défaut par des monuments singuliers, d’une facture néo-classique, avec quelques exceptions néo-gothiques.

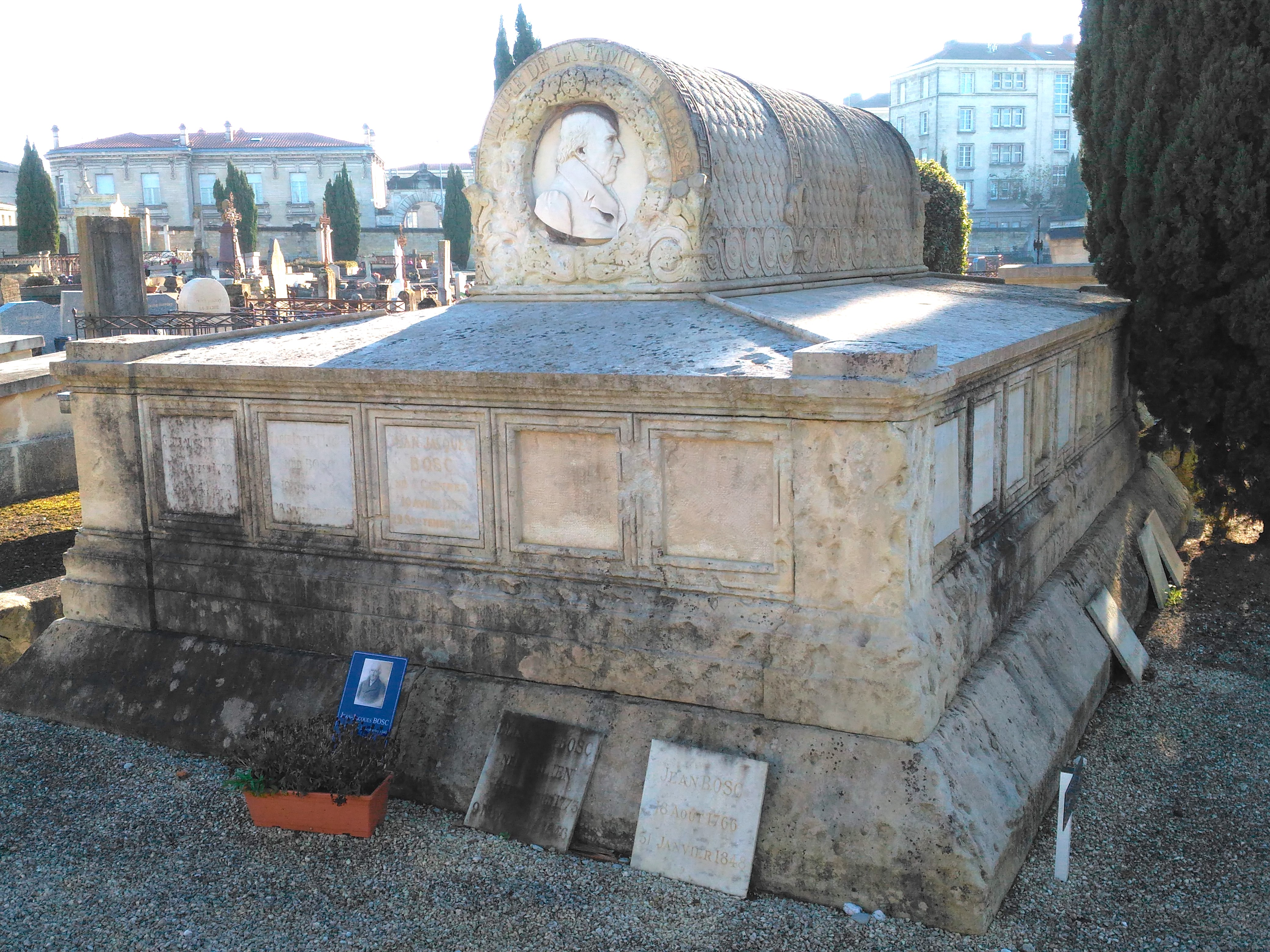
Mausolée Bosc
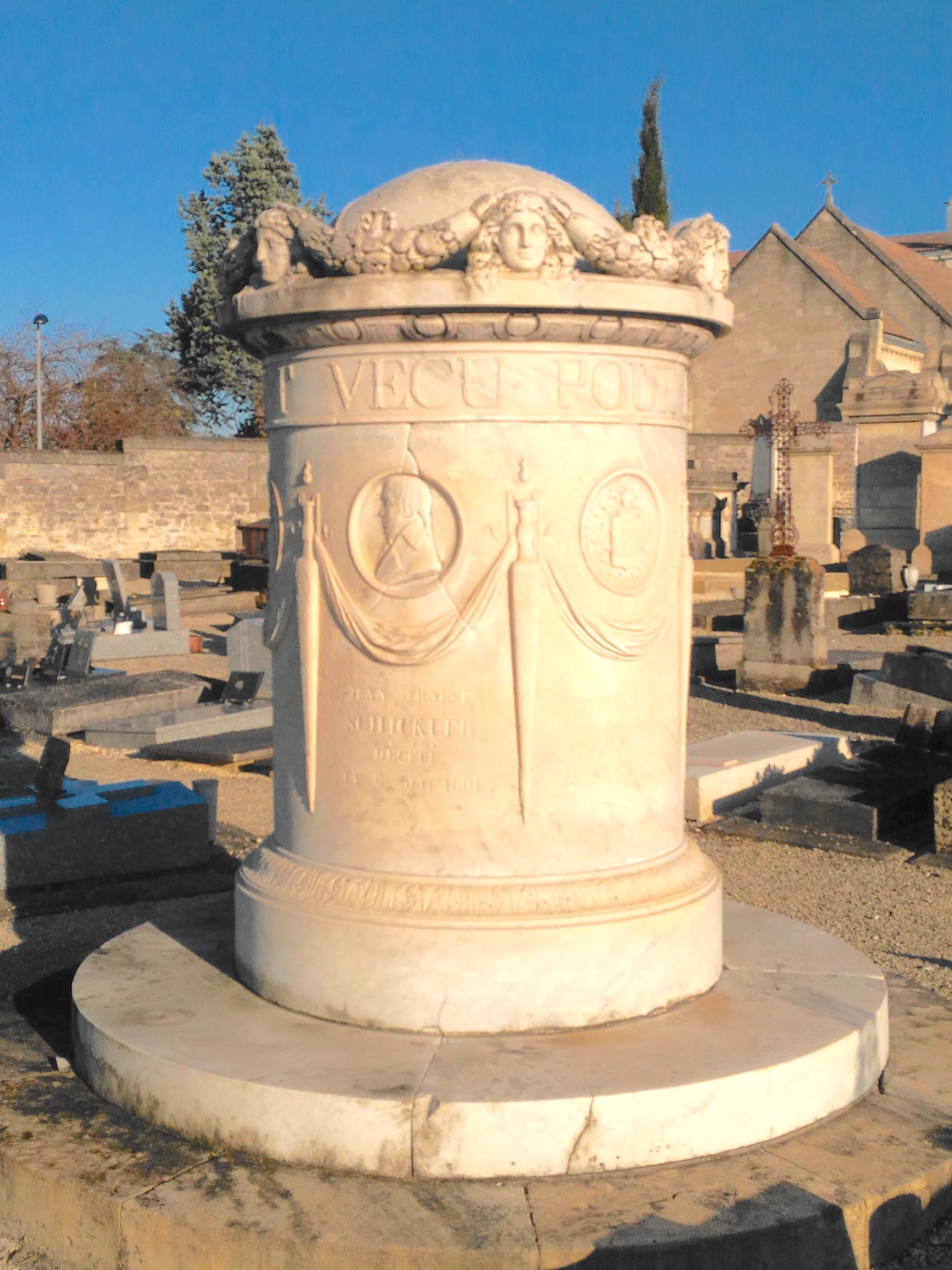
Monument Schickler-Streckeisen
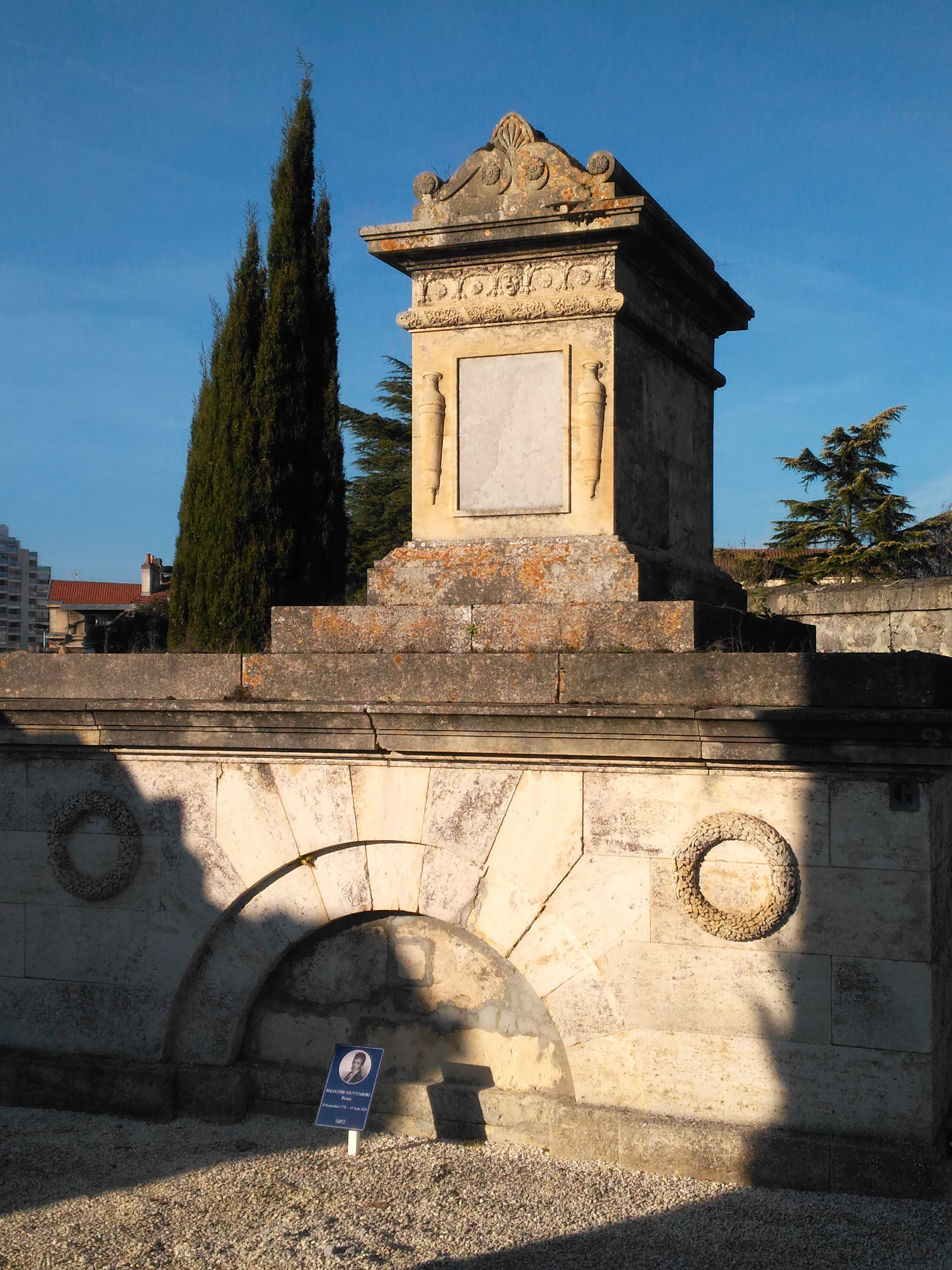
Mausolée Balguerie-Stuttenberg
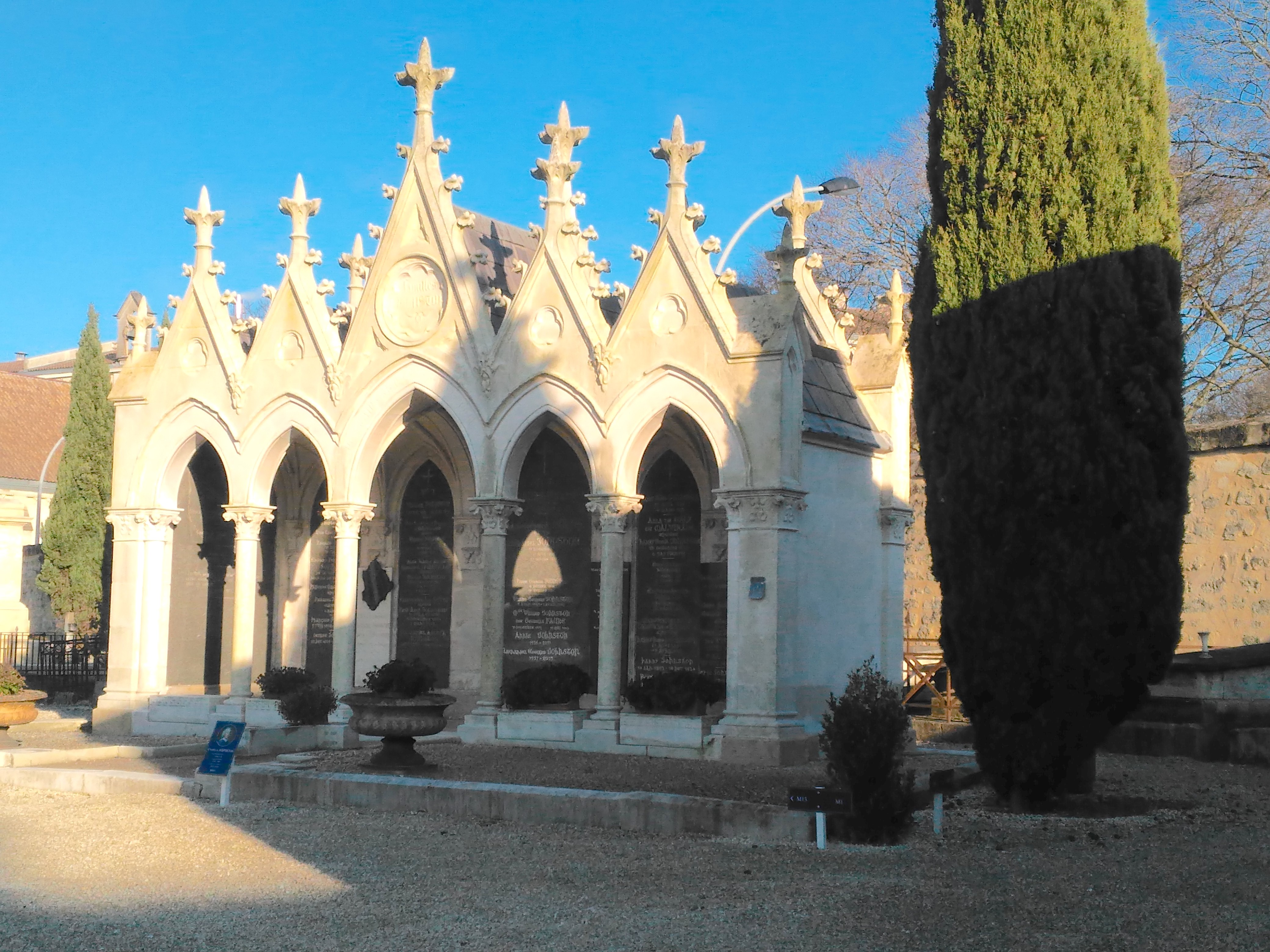
Chapelle Johnston
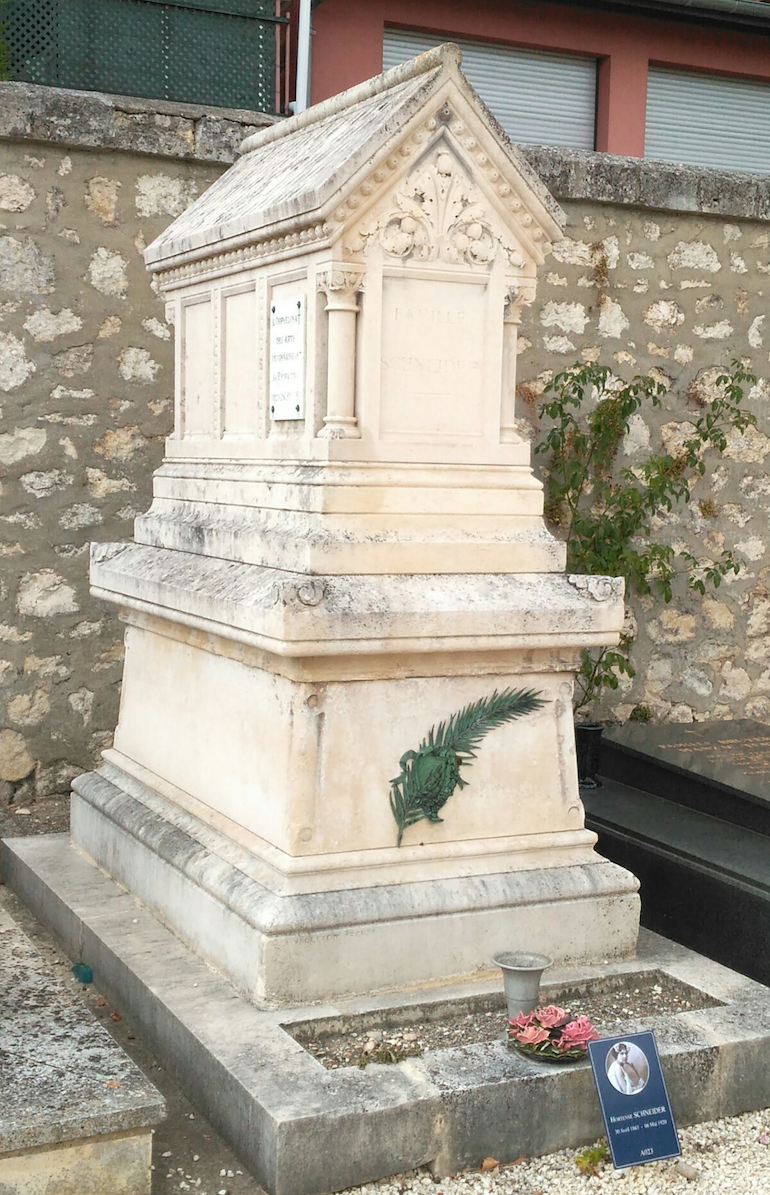
Tombeau d'Hortense Schneider

### Plaque commémorative
Le 26 janvier 2016, l'association Les amis du clown chocolat inaugure une plaque son souvenir de Rafael, dit Chocolat, à l'entrée du cimetière. Ce dernier, né à Cuba vers 1865 dans une famille d'esclaves africains déportée par les Espagnols, deviendra le premier artiste de scène noir en France. Finissant sa vie dans la pauvreté, il bénéficiera d'une inhumation dans le carré des indigents.

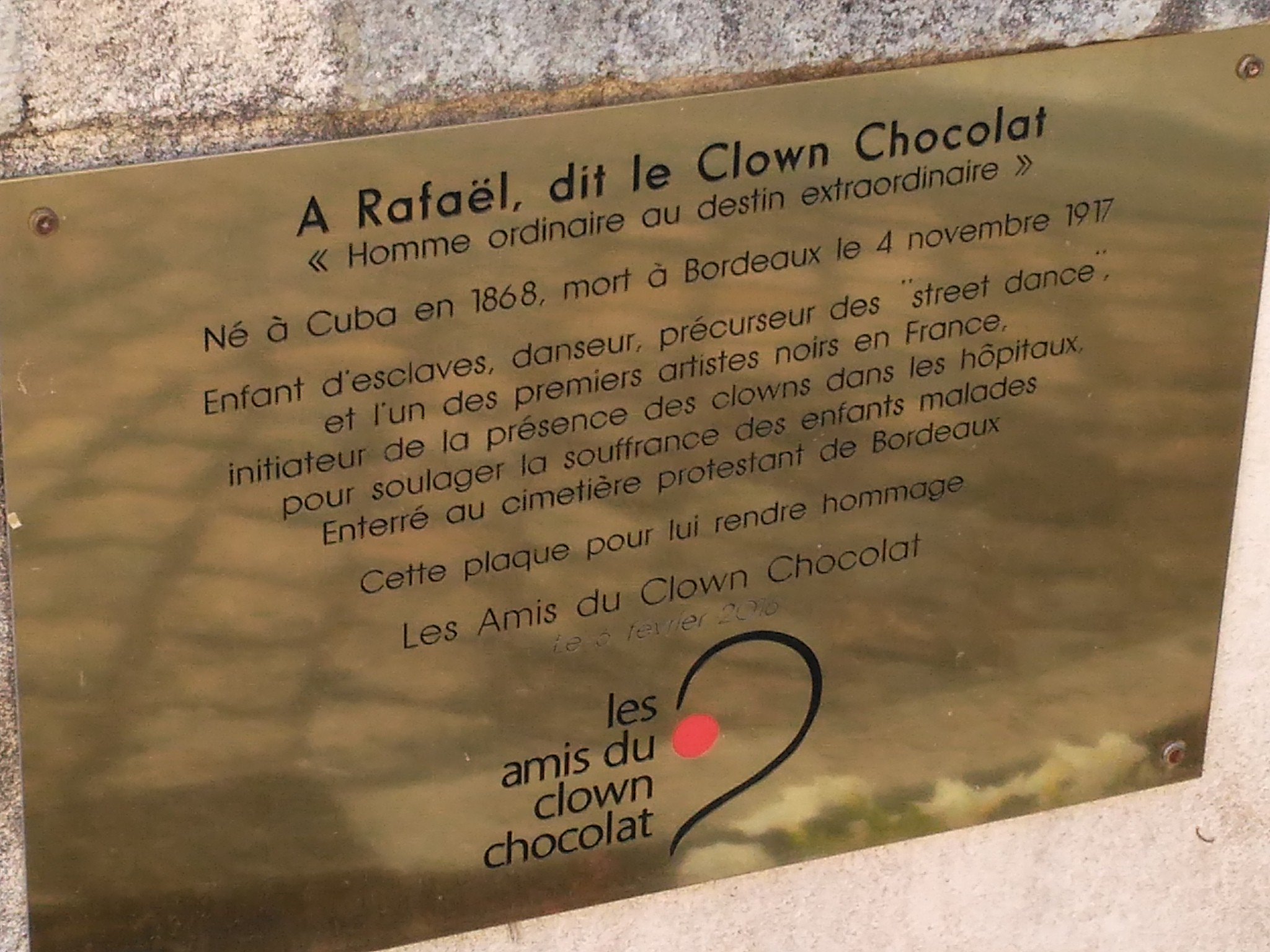
Plaque pour Rafael, plus connu sous son nom de clown, Chocolat.